# Börsandelslag
Ett börsandelslag är en typ av ekonomisk förening (andelslag på finlandssvenska) vars andelar eller aktier är börsnoterade på aktiemarknaden. Det har varit möjligt att börja börsandelslagen sedan 2013 i Finland. Det finns flera skillnader mot finska andelslag. Till exempel kan inte användningen av ombudsmannen begränsas, vilket kan göras i standardandelslag. På finska är börsandelslag pörssiosuuskunta.